# Max Lütolf
Max Oskar Lütolf (* 1. Dezember 1934 in Altishofen; † 23. November 2015) war ein Schweizer Musikwissenschaftler.
Lütolf promovierte 1967 und habilitierte sich 1976 an der Universität Zürich, wo er von 1977 bis zu seiner Emeritierung 2000 – gleichzeitig mit Ernst Lichtenhahn – als Professor tätig war. Seit 1984 war er auch stellvertretender Vorsitzender des Instituts für hymnologische und musikethnologische Studien Köln. 1973 wurde er mit der Dent Medal ausgezeichnet und erhielt 1986 ein Ehrendoktorat des Päpstlichen Instituts für Kirchenmusik. 1992 wurde er in die Academia Europaea aufgenommen.